# Chillington (Somerset)
Chillington – wieś w Anglii, w hrabstwie Somerset, w dystrykcie (unitary authority) Somerset. Leży 65 km na południe od miasta Bristol i 203 km na zachód od Londynu. W 2002 miejscowość liczyła 96 mieszkańców.